# Chaumont-sur-Loire
Chaumont-sur-Loire ist eine französische Gemeinde mit 1091 Einwohnern (Stand 1. Januar 2022) im Département Loir-et-Cher in der Region Centre-Val de Loire; sie gehört zum Arrondissement Blois und zum Kanton Blois-3.
Die Häuser der Ortschaft Chaumont stehen in einer langen Reihe entlang des Ufers der Loire. Darüber, auf einer steilen Böschung gelegen, bildet Schloss Chaumont einen kulissenartigen Abschluss. Der Ortsname leitet sich von "Calvus Mons" ab, was „kahler Berg“ heißt und seit 1144 bis ins 15. Jahrhundert in dieser Form gebräuchlich war.

## Geschichte
Im Mittelalter gehörte Chaumont-sur-Loire zur Diözese von Chartres. Das Schloss Chaumont war in der Feudalzeit von großer Bedeutung für die Grafen von Blois, fiel aber durch Heirat frühzeitig an das Haus Amboise und sollte für fünf Jahrhunderte in dessen Besitz bleiben.
1465 ließ Ludwig XI. das Schloss im Kampf der Monarchie gegen die großen Feudalherren schleifen. Nachdem der Besitzer, Pierre d’Amboise, öffentlich Abbitte geleistet hatte, wurde ihm erlaubt, das Schloss wieder aufzubauen. Aber erst seine Nachkommen vollendeten Anfang des 16. Jahrhunderts das Bauwerk.
1560 erwarb Caterina de’ Medici das Schloss und zwang Diane de Poitiers, es gegen Schloss Chenonceau zu tauschen. Spätere Besitzer waren der Bankier Scipione Sardini († 1608) und seine Ehefrau Isabelle de Limeuil († 1609), Henri de La Tour d’Auvergne († 1675), der Herzog von Beauvilliers, dessen Schwiegersohn, der Herzog von Mortemart und schließlich Bertin de Vaugyen, der es 1750 an Jacques Le Ray verkaufte. Der installierte eine Glas- und Keramik-Manufaktur und produzierte in den Werkstätten unter anderem Terrakotta-Medaillons.
Um 1780 wurde Benjamin Franklin im Schloss empfangen, und Madame de Staël, von Napoleon aus Paris verwiesen, kam hier von Mai bis Oktober 1810 unter.
1875 erwarb die mit einem Fürsten de Broglie verheiratete Erbin eines reichen Fabrikanten das Schloss. Das Ehepaar trieb großen Aufwand, um die Schlossanlage umfassend zu restaurieren und einen Abglanz höfischen Lebens zu schaffen. Auch das Dorf profitierte davon: 1882 wurde die Kirche wieder aufgebaut, und die Bewohner erhielten große Schenkungen. 1938 wurde Schloss Chaumont jedoch an den französischen Staat veräußert.
Am 1. Januar 2012 wurde die Gemeinde Mitglied der Communauté d’agglomération de Blois.

## Demografische Entwicklung
| 1962 | 1968 | 1975 | 1982 | 1990 | 1999 | 2006 | 2017 |
| 705  | 742  | 783  | 842  | 876  | 1031 | 1009 | 1086 |

## Sehenswürdigkeiten

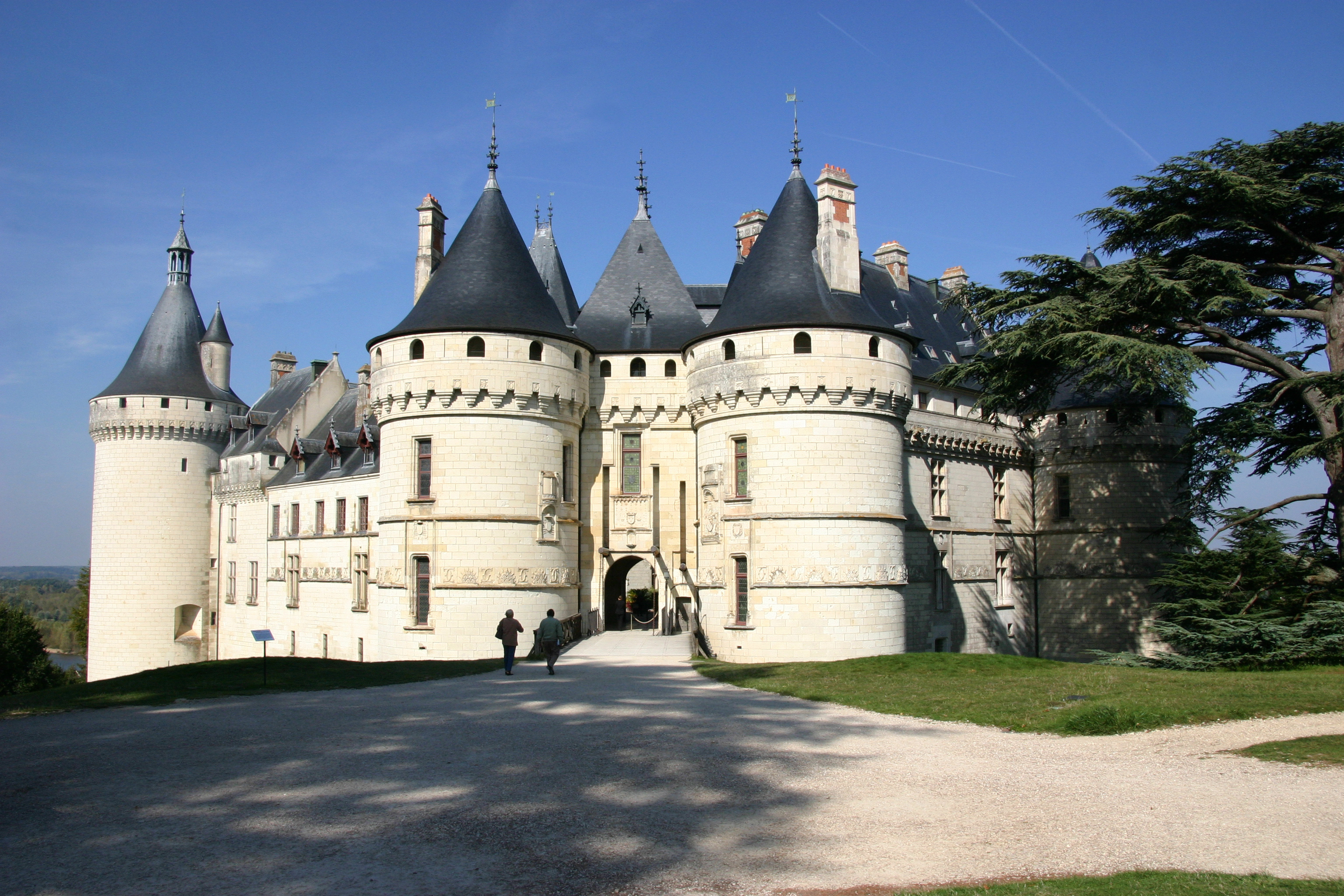
Schloss Chaumont

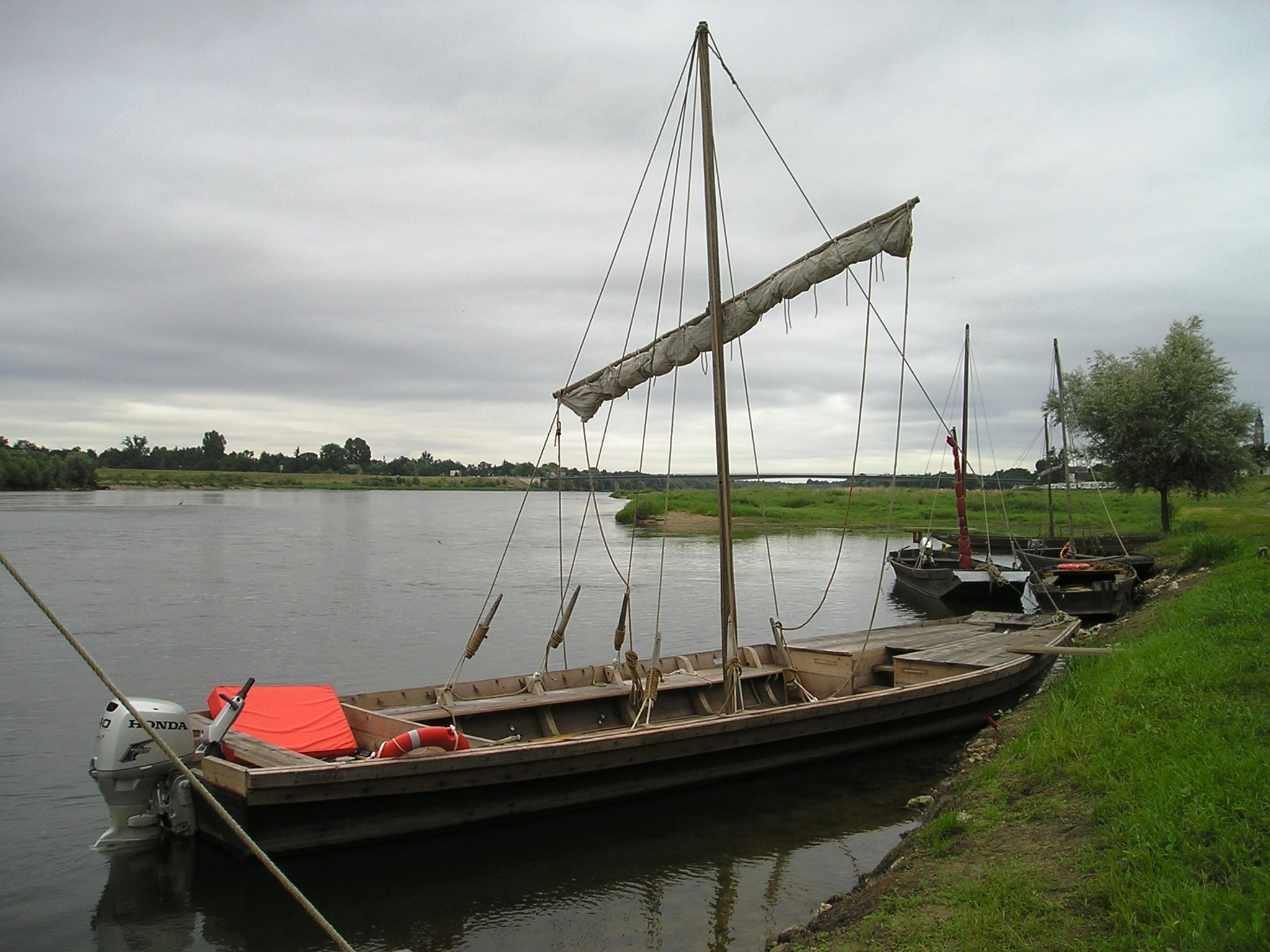
Loireboote in Chaumont-sur-Loire

- Schloss Chaumont und Stallungen: dazu durchquert man den von Henri Duchêne angelegten Landschaftspark. Im Gebäude sind u. a. die Zimmer der beiden Rivalinnen Katharina de Medici und Diana von Poitiers sowie der mit spanischen Fliesen aus dem 17. Jahrhundert ausgelegte Ratssaal von Interesse.
- Internationale Gartenschau von Chaumont: die in dem zum Schloss gehörenden Gehöft untergebrachte Gartenbauschule organisiert seit 1992 alljährlich von Mitte Juni bis Mitte Oktober die Gartenschau mit rund 30 von Landschaftsgärtnern aus verschiedenen Ländern gestalteten Parzellen.
- Uferstraße: Sie befindet sich auf einem Deich unterhalb des Schlosses; an ihr reihen sich beidseitig die hübschen Häuser des Ortes auf. Am Ufer selbst liegen einige traditionelle Loireboote, die heute nur noch touristischen Zwecken dienen.

## Persönlichkeiten
- Georges d’Amboise (1460–1510), Erzbischof von Rouen 1493–1510
- Louis II. d’Amboise (1477–1511), Bischof von Albi 1502–1510